# Гагарина, Лидия Ивановна
Лидия Ивановна Гагарина (13 апреля 1902, Саратов — 20 июня 1984, Ленинград) — советский живописец и график, член Ленинградского Союза художников.

## Биография
Родилась в Саратове. В 1920-1925 в Царицыне (10 апреля 1925 года был переименован в Сталинград) училась на городских художественных курсах (с 1930 года — Сталинградский техникум изобразительного искусства). В 1928-1929 в Ленинграде занималась в художественно-педагогическом училище. В 1929 поступила на живописный факультет ленинградского ВХУТЕИНа. Занималась у М. Бобышова, Р. Френца, А. Гончарова. В 1933 окончила институт, защитив дипломную работу по сценарию «Фронт продолжается». Присвоено звание художника-постановщика. Участвовала в выставках с 1925 года. Член и экспонент АХРР—АХР. С 1938 член ЛССХ. Писала пейзажи, портреты, жанровые картины. В войну была среди защитников Ленинграда, участвовала в блокадных выставках ленинградских художников. В послевоенные годы работала в технике масляной и темперной живописи, автолитографии, книжной иллюстрации. Персональные выставки произведений в Ленинграде в 1936, 1967 и 1969 годах.

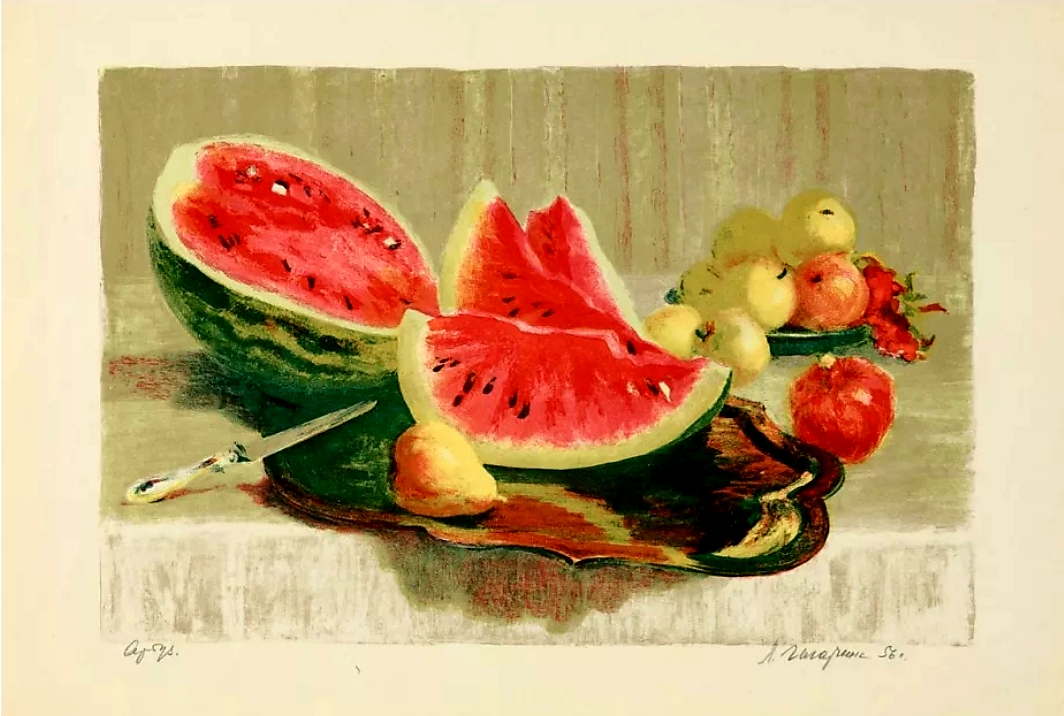
Лидия Гагарина, натюрморт с арбузом, 1956 год

Скончалась 20 июня 1984 года в Ленинграде на 83-м году жизни.
Произведения Л. И. Гагариной находятся в Русском музее, это 30 графических работ и одна картина х/м "Совхоз Володарское. молотьба. 1932г." Также картины Гагариной присутствуют во многих музеях и частных собраниях в России и за рубежом.